# 도민
도민(1969년 ~ )은 대한민국의 가수이다.

## 연기 활동

### M/V
- 2016년 도민 - 꾸준하게

## 음반
- 2016년 꾸준하게